# Десьова къща
Десьовата къща, известна и като Старирадева къща, наричана в някои трудове Десьовска къща, се намира в Копривщица. Тя е представител на пловдивския тип къща от Българското възраждане. Построена е около 1855 г. за Теодораки Десьоолу (Теодор Десьов) – бегликчия, едър земевладелец и скотовъдец. Неговите наследници през 1906 г. продават къщата на Владимир Макариев Старирадев (1872 –1957). Същата година той се жени за дъщерята на Патьо Млъчков – Рада. Семейството има три деца, едно от които е Борис Старирадев и живее в къщата до 1956 година.
Обявена е за паметник на културата с национално значение през 1975 година.Тя е като други такива къщи в Копривщица от времето на разцвета на копривщенската възрожденска архитектура в периода между 1842 и 1870 година.
Къщата е с една надлъжна ос на симетрия. Разположена е в северозападния ъгъл на голям двор, заграден с висока каменна стена. Главната фасада е обърната към двора и към голямата „чемшир порта“. Дворът е затревен и засаден с овощни дървета, чемшир и цветни лехи. Зад къщата е задният двор със самостоятелна порта. В него са достроените към къщата пералня и месалня, стопанските сгради, зеленчуковата и овощната градина. Къщата се състои от зимник, приземие и стаж. По своята конструкция и по материалите, с които е изградена, не се различава от Ослековата и Гърковата къща. Приземието и етажът имат еднакво разпределение. Около централно поставен отвод с форма на удължен правоъгълник са разположени четири стаи, по две симетрично на наддъжната ос. Предната стена на долния отвод е отдръпната назад така, че заедно със стените на двете предни стаи образува малка ниша, в която е поставен входът. Горният отвод, обратно, е изнесен пред лицето на сградата и подпрян на две дървени колони. Приземието е слабо повдигнато над терена. Две каменни стъпала въвеждат в долния отвод, в дъното на който двураменната дървена стълба отвежда към отвода на горния етаж. Предната част на горния отвод е издигната над общото ниво, отделена е с парапет и снабдена със самостоятелно разработен таван.
Вътрешната украса на къщата са състои от оцветени в различни основни тонове стаи, стенописи, алафранги и дървени апликирани тавани.
По масивната, кована порта още личат следите от ударите с ятагани и брадва, с които аскера и башибозука са се опитвали неуспешно да я разбият и нахлуят в двора (снимката долу в ляво). Каймакаминът им е блъскал с топора и е викал: „Ач къпъ, чорбаджи, ач къпъ!“ „(Отвори портата, чорбаджи!)“ – и е блъскал по чемширените двери, ама тукашните хора вече са били във Филибе. Подгонените от руските войски при отстъплението си от позициите си в Златица, турски войници искат да им бъде отворено, за да ограбят каквото могат. Времето им обаче се оказва недостатъчно за целта, а портата – здрава.
Десьовата къща е творчески дом на БАН. На портата има поставена табелка „къща за гости“ с категоризация. Намира се на улица „Любен Каравелов“ № 9.

## Галерия
- Следи от ударите с ятагани и брадва
- Украса на портата на Старирадевата къща
- Украса на портата на Старирадевата къща
- Украса на портата на Старирадевата къща
- Старирадевата къща от северозапад
- Чалъковата къща, разположена срещуположно
- Старирадевата къща през 2024 г.